# 마누엘 마린

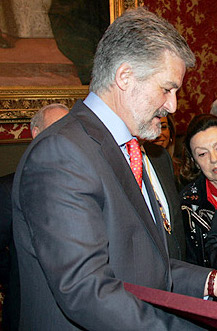
마누엘 마린

마누엘 마린 곤살레스(스페인어: Manuel Marín González, 1949년 1월 21일 시우다드레알 ~ 2017년 12월 4일 마드리드)는 스페인의 정치인이다.

## 생애
마드리드 콤플루텐세 대학교에서 법학을 전공했다. 프랑스 낭시 대학교에서 유럽 공동체법 과정을 수료했고 벨기에 브뤼허 유럽 대학교에서 유럽학 고급 과정을 수료했다.
1974년 스페인 사회노동당에 입당했으며 1977년, 1979년, 1982년에 실시된 스페인 하원 의원 선거에서 연달아 당선되었다. 유럽 관련 문제에 관심을 갖고 있었기 때문에 하원 의원 재직 시절에는 국방위원회 위원, 외교위원회 위원을 역임했고 스페인 사회노동당에서는 외교위원회 대변인을 역임했다.
1978년 1월 1일부터 1983년 4월 1일까지 유럽 평의회 의원 회의 의원을 역임했다. 그 밖에 스페인 사회노동당의 연방 위원회 국제 정책 담당 위원, 유럽 공동체 사회주의 정당 연합(현재의 유럽 사회당의 전신)의 부의장을 역임했다.
1982년에 실시된 스페인 의회 총선거에서 스페인 사회노동당이 승리하면서 유럽의 공동체를 담당하는 장관으로 임명되었다. 스페인은 1986년 1월 1일에 포르투갈과 함께 유럽의 공동체에 가입했다. 자크 들로르 위원회, 자크 상테르 위원회에서 여러 직책을 맡았으며 사회 문제, 교육, 고용 관련 정책, 개발 협력, 공동 어업 정책, 대외 관계, 인도적 지원 정책에 관한 업무를 수행했다. 또한 유럽 통합을 촉진하기 위한 차원에서 에라스뮈스 프로그램을 제안하기도 했다.
유럽 연합 집행위원회 부위원장을 역임하고 있던 1999년 3월 15일에는 자크 상테르 유럽 연합 집행위원회 위원장이 유럽 연합 집행위원회의 불신임으로 인해 사임하면서 마누엘 마린 임시 위원회를 수립했다. 1999년 9월 17일을 기해 로마노 프로디를 유럽 연합 집행위원회 위원장으로 하는 로마노 프로디 위원회가 출범하면서 스페인으로 귀국했다.
2000년 3월 12일, 2004년 3월 14일에 실시된 스페인 총선거에서 스페인 사회노동당 소속 시우다드레알 위원으로 선출되었다. 또한 국제적 이주 문제에 관한 세계 위원회 위원을 역임했다.